# Genthiosz illír király
Genthiosz (ógörög Γένθιος, latin Gentius; Illíria, i. e. 220 után – Iguvium, i. e. 160 körül?) az ókori Illír Királyság utolsó, az ardiata házhoz tartozó királya volt. Uralkodását az i. e. 189–181 közötti évek valamelyikében kezdte meg: a források i. e. 181 kapcsán említik először, mint az illírek kalózhagyományait a Hydruntumi-szorosban felelevenítő, ezzel elődjei – Szkerdilaidasz és III. Pleuratosz – Róma-barát politikájával szakító dinasztát. Fő székvárosa Lisszosz, hatalmi centruma Szkodra vidéke volt, ahonnan központosító törekvésekkel irányította országát: egységes adórendszert vezetett be és monopolizálta a pénzverést. Az i. e. 228 óta folyamatos római védnökségtől szabadulni akarván eltávolította környezetéből a Rómához hű elemeket (saját fivérét, Platórt is meggyilkoltatta), számottevően fejlesztette hadseregét és flottáját. Az i. e. 171-ben kitört harmadik római–makedón háborúban eleinte mégis semlegesnek mutatkozott, és tétlenül tűrte a római sereg dél-illíriai hadmozgásait. Végül a Perszeusz makedón király által felajánlott fizetségért cserébe i. e. 168 januárjában belépett a háborúba. A rendkívül gyors lefolyású harmadik római–illír háború során a csaknem kétszeres túlerőben lévő, Lucius Anicius Gallus vezette római sereg februárban Szkodránál legyőzte az illíreket. Az i. e. 5. század óta fennálló Illír Királyság három évszázados története ezzel véget ért, területe római fennhatóság alá került. Genthiosz száműzetésbe kényszerülve, a rómaiak foglyaként az itáliai Iguviumban fejezte be életét. Utolsó éveiben botanizált, a hagyomány szerint elsőként ismerte fel a tárnics gyógyhatását, a növénynemzetség tudományos elnevezése (Gentiana), ahogy a magyar nyelv encián szava is, az ő emlékét őrzi.

## Neve
A Genthiosz név az epigráfiai leletek, főként sírfeliratok alapján különösen elterjedt volt az illírek lakta területek déli részén, de az északi illírek és a dardánok körében is gyakori férfi név volt még a római hódítás, az i. e. 2. század után is. Etimológiai szempontból a nevet gyakran kötik ahhoz a proto-indoeurópai alapszóhoz, amelyből a ’nemzetség’ jelentésű latin gens szó is kialakult. Ez a szóeredeztetés azonban csak abban az esetben állja meg a helyét, amennyiben az illír nem szatem nyelv volt, aminek a kutatók egy része feltételezi.

## Uralkodása
Genthiosz apja III. Pleuratosz volt, aki apja, Szkerdilaidasz közbenjárására i. e. 220-ban Amünandrosz athaman király Eurüdiké nevű leányát vette feleségül. Eurüdikének már volt egy fia, Karavantiosz, aki később Genthiosz féltestvéreként az Illír Királyság egyik hadvezére lett. III. Pleuratosz és Eurüdiké frigyéből két fiúgyermek született: Genthiosz és Platór. Genthiosz feltehetően szülei i. e. 220-ban kötött házassága után nem sokkal, az i. e. 210-es évek elején született. A korabeli források utoljára i. e. 189 kapcsán említik III. Pleuratoszt illír királyként, i. e. 181-ben már Genthiosz volt az Illír Királyság dinasztája, így uralkodásának kezdete e két évszám közé tehető.

### Uralmának kiterjedése

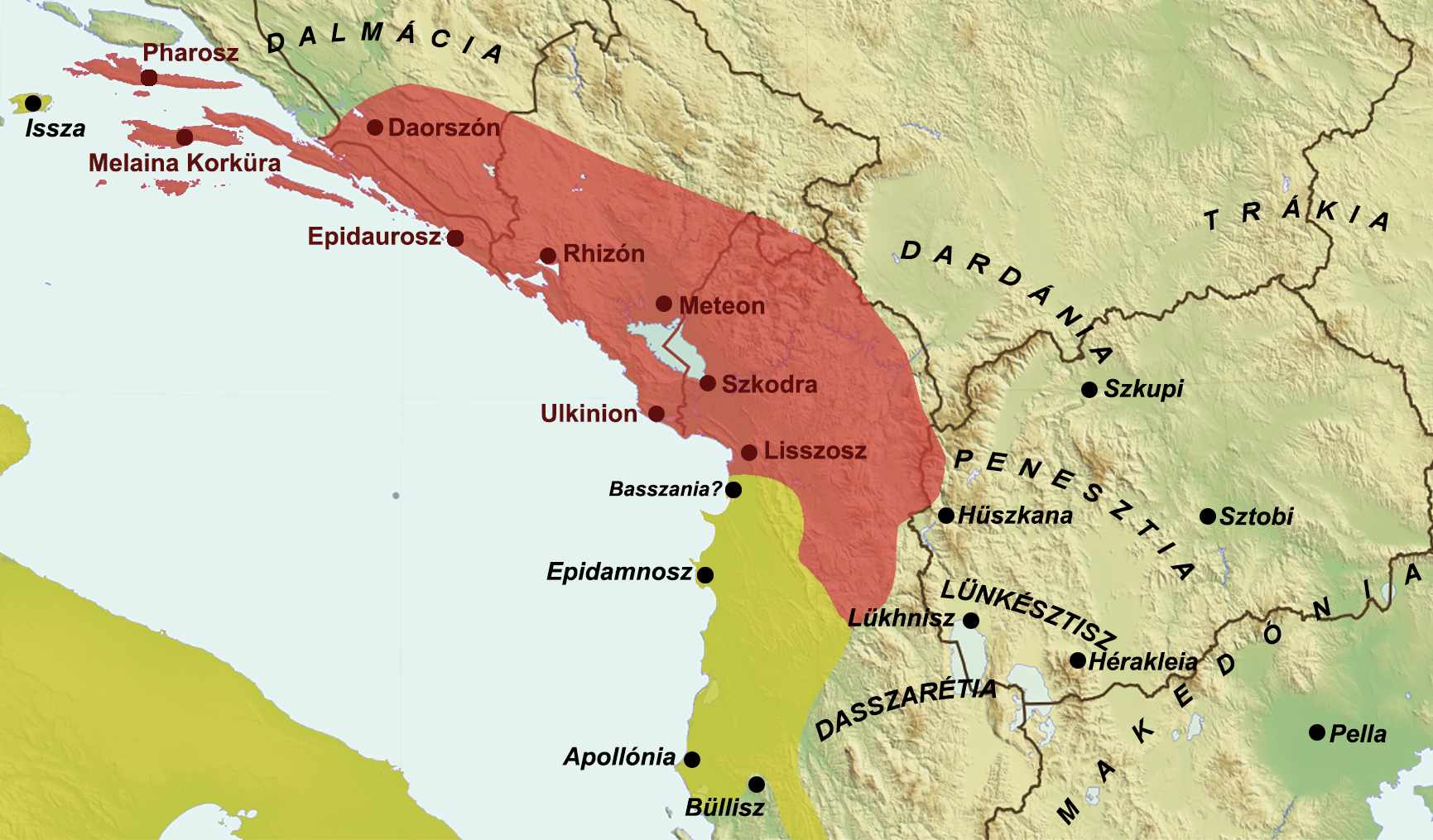
Az Illír Királyság feltételezett területe (vörös) és főbb települései Genthiosz uralkodásának végén, a római protektorátus (sárga) és a mai országhatárok jelölésével

Genthiosz uralkodásáról szórványos adatok állnak rendelkezésünkre, a történeti források csupán a harmadik római–illír háborúban játszott szerepét dokumentálják részletesen. Agrón ötven esztendővel korábbi uralkodása (i. e. 250 k. – 231) kapcsán a történetíró Appianosz úgy említi Genthioszt, mint „más illírek királyát” (Ίλλυριῶν ἑτέρων βασιλεὺς), mintha Agrón és Genthiosz uralma nem csak időben, de térben is elkülönült volna. A történeti kutatások ezt nem igazolják vissza, annál is inkább, mert Genthiosz Agrón öccsének, Szkerdilaidasznak az unokájaként ugyanannak az ardiata uralkodóháznak a tagja volt. A kortárs Polübiosz törzsi hovatartozás említése nélkül az illírek királyaként (βασιλεὺς τῶν Ίλλυριῶν) utalt Genthioszra, és így járt el Titus Livius is (rex Illyriorum).
A történeti munkákból ismert, hogy az apjától, III. Pleuratosztól megörökölt ország hatalmi központja a korábbi ardiata királyok székvárosa, Lisszosz, valamint Szkodra tágabb környezete, a labeátok szállásterülete volt. Hogy maga Szkodra szintén otthont adott volna egy királyi rezidenciának, még nem igazolták vissza a régészeti ásatások, de a város védelmében Genthiosz erődítések sorát építtette meg (Ganjolla, Beltoja, Rrenc, Kratul, Gajtan). Országa délnyugaton és délen az első római–illír háború (i. e. 228) óta római protektorátus alatt álló partvidéki területek városaival (Epidamnosz, Apollónia, Órikosz), valamint Büllisz, Amantia és Olümpé koinonjaival volt határos. Utóbbiak különállását és viszonylagos függetlenségét nem csupán a koinonokba szerveződő önkormányzati forma, hanem saját pénzverésük is igazolja. A Genthiosz uralmának végét jelentő harmadik római–illír háború (i. e. 168) fényében megállapítható, hogy távlati célja ezeknek az illíriai területeknek a visszahódítása lehetett. Az Illír Királyság hatalmas keleti–délkeleti szomszédja a Makedón Királyság volt, ahol V. Philipposzt i. e. 179-ben Perszeusz követte a trónon. Arról keveset tudunk, hogy a második római–makedón háború lezárultával, i. e. 197-ben az Illír Királysághoz került területek, különösen Lünkésztisz sorsa mi lett. Az azonban, hogy a Lükhniszben vert bronzérméken nem tüntették fel az illír királyi jelvényeket, arra utal, hogy a terület nem állt többé illír fennhatóság alatt, de legalábbis nagy függetlenséget élvezett. Genthiosz országának északi–északnyugati kiterjedése jobban ismert. Jóllehet, apja, III. Pleuratosz idejében a dalmaták még az Illír Királyság alattvalói voltak, Genthiosz trónra lépése után önállósultak, és ebben az időszakban már szomszédaikkal vívták – egyes források szerint Genthiosz szította – háborúikat. Egyes nézetek szerint a daorszok sem voltak Genthiosz alattvalói, ennek azonban ellentmondani látszik, hogy székhelyükön, Daorszónban a királyi jelvényeket feltüntető pénzt bocsátottak ki. Míg Issza szigete római protektorátus, Pharosz és Melaina Korküra illír fennhatóság alatt állt.

### Gazdaságpolitikája és pénzkibocsátása
A kb. i. e. 270-ig uralkodó Mütilosz volt hosszú időn át az utolsó illír király, aki saját pénzt bocsátott ki. Az utána következő ardiata uralkodók pénzverési tevékenysége nem ismert, arra utaló régészeti leletekre mindmáig nem bukkantak. Genthiosz volt az, aki kb. i. e. 180-tól központjaiban, Lisszoszban és Szkodrában illír királyként újra pénzt veretett. Bár érméi viszonylag ritkán fordulnak elő az illíriai ásatások korabeli rétegeiben, különösen ha az egyébként ismeretlen, szintén illír Ballaiosz i. e. 2. század közepi pénzleleteivel hasonlítjuk össze, a numizmatikai kutatások sikeresen különítették el és tipologizálták Genthiosz érmesorozatait:

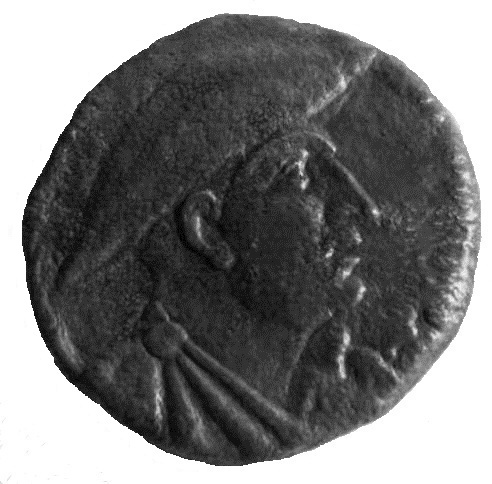
Genthiosz Lisszoszban vert bronzdrachmájának előlapja, Redon illír tengeristen ábrázolásával

1. Több érme ismert, amelyek előlapjukon a király jelvényét, a pajzsot, hátlapjukon pedig egy illír lemboszt és a „Genthiosz”, „Genth” névjelölést vagy – ennél jóval ritkábban, többnyire bronzpénzeken – a „Genthiosz királyé” (BASZILEÓSZ GENTHIU / ΒΑΣΙΛΕΩΣ ΓΕΝΘΙΟΥ) feliratot tüntették fel.[22]
2. Némileg ritkábbak azok a pénzek, amelyek előlapján továbbra is a pajzs, hátlapján azonban a király névjelölése mellett egy harci sisak ábrázolása látható. Ez az érmesorozat a sisakkal a makedón pénzek motivikáját másolja, ami egyben a makedónorientáció közvetett jele, ahogy az más korabeli szövetségesi rendszerek pénzkibocsátási megoldásaiban is tetten érhető.[23]
3. A harmadik típust azok az érmék képviselik, amelyek a feltételezések szerint Artemisz istennő képmását ábrázolják, hátlapjukon pedig egy stilizált villámot ölel körbe a királyi név.[24]
4. A legtalányosabb sorozat egy Lisszoszban kibocsátott, 20 milliméter átmérőjű bronzérme, amelynek előlapján egy petaszosz néven ismert fejfedőt viselő férfi profilja, hátlapján pedig a Redon (ΡΕΔΟΝ) felírás látható. Sokáig Genthiosz portréjának tartották az ábrázolást, mígnem az illír numizmatika monográfusa, Hasan Ceka az 1970-es években rá nem mutatott, hogy valójában a Hermésszel rokonítható illír tengeristenség, Redon ábrázolásáról van szó, aki a későbbi évtizedekben más illíriai érméken is megjelent.[25]

A fentieken túlmenően Genthiosz engedélyezte, hogy a daorszok és a labeátok is saját pénzt veressenek, a király neve helyett saját ethnoszuk vagy városuk jelölésével (pl. SZKODRINÓN / ΣΚΟΔΡΙΝΩΝ), de a királyi pénzzel súlyra is megegyező érméiken feltüntették a királyi jelvényeket is. A pénzverés részleges monopolizálása Genthiosz központosító törekvéseinek csalhatatlan jele, ahogy az is, hogy egységes adórendszert vezetett be országában. Általánosságban is egy jól szervezett, hellenisztikus illír állam körvonalai rajzolódnak ki a korabeli forrásokban. A király hellén mintára tanácsadókkal, philoszokkal vetette körbe magát, akik a külpolitikai és diplomáciai feladatokat is ellátták. Az Illír Királyság városaiban és városias településein megjelentek az adószedői hivatalok, a börtönök, a király érdekeit képviselő helyi dinaszták – a korábbi évszázadokénál és évtizedekénél szervezettebb állami lét megannyi jele. Mindezek következtében, valamint a mezőgazdaság és a bányaművelés mellett a kalózkodásból befolyó jövedelmeknek köszönhetően az ország gazdasági ereje is megnőtt: miután a rómaiak legyőzték Genthioszt, az illír királyi kincstárban 27 font (9 kg) aranyat, 19 font (6 kg) ezüstöt, 120 000 illír drachmát és 13 000 római dénárt találtak.

### Külpolitikája
Elődei, Szkerdilaidasz és III. Pleuratosz uralkodását Róma-hűségük és makedónellenességük határozta meg, ám Genthiosz szakított ezzel a külpolitikával: uralkodását nyugtalanság és – a Római Köztársaságtól való – függetlenedési törekvések jellemezték. Ezt a Genthiosz uralkodásának – egyúttal az Illír Királyság állami létének – végét jelző i. e. 168. évi harmadik római–illír háború nyilvánvalóan visszaigazolta, de egyes történészi értékelések szerint a fordulat már Genthiosz uralkodásának kezdetén bekövetkezett. Ezt látszik igazolni, hogy i. e. 181-ben – az év és az esemény, amelyek kapcsán Genthiosz neve először bukkant fel az ókori forrásokban, nevezetesen Titus Livius munkájában – az itáliai Tarentum és Brundisium lakói azt panaszolták el a római szenátusnak, hogy hajóik már i. e. 182 óta állandó kalóztámadásoknak vannak kitéve a Hydruntumi-szoros térségében és az Adrián. A szenátus Lucius Duronius praetort bízta meg a helyzet kivizsgálásával, aki a következő évben, i. e. 180-ban tért vissza Brundisium kikötőjébe néhány az illírektől zsákmányolt lembosszal és azzal a jelentéssel, mely szerint a kalóztevékenységért a hisztrónok és az illírek királya, Genthiosz felelős. Az illírek kalózkodását igazolták vissza azok a hírek is, amelyek szerint római és itáliai polgárokat tartanak fogva az illír fennhatóság alatt álló Melaina Korküra szigetén. Az incidens pontos kimenetele nem ismert a forrásokból. Csak annyit lehet tudni, hogy i. e. 178-ban a Római Köztársaság Anconában felszerelt egy hajórajt, amelynek feladata a kalóztámadásokba bocsátkozó illír flotta elleni küzdelem volt a Tarentum és Aquileia közötti partszakaszon, a hisztrónok ellen pedig i. e. 178–177-ben sikeres hadjáratot folytattak. Ugyanakkor ismertek olyan történészi nézetek – például az albán Selim Islami elmélete –, amelyek szerint Genthiosz kalózkodással való megvádolása csupán a szenátus lejárató hadjárata volt a Rómával ellenséges illír királlyal szemben.
Ugyancsak a külpolitikában beállt változás, egyúttal az illír uralkodói körök végzetes konfliktusának epizódja lehetett a Genthioszhoz fűződő testvérgyilkosság. A puszta tények: Genthiosz fivére, Platór eljegyezte Monuniosz dardán király leányát, Etutát. Genthiosz ezt követően testvérét – és annak barátait, Etritoszt és Epikadoszt – megölette, majd nőül vette fivére menyasszonyát. Házasságukból később két fiúgyermek született: Szkerdilaidasz és Platór. Noha Polübiosz – és az ő nyomán Titus Livius – az i. e. 169-es év eseményei kapcsán említik az incidenst, arra minden bizonnyal jóval korábban, valószínűleg i. e. 180 körül került sor. Máshogy nem magyarázható, hogy Genthiosznak és Etutának i. e. 168-ban már két nagyobbacska fiúgyermeke volt. Egyes értelmezések szerint a szerelemféltés mellett a testvérgyilkosság fő indoka az illír uralkodói házon belüli Róma-barát és makedónbarát frakciók érdekkonfliktusa volt. Ennek ugyan ellentmondhat az a körülmény, hogy amennyiben a Makedónia felé való orientáció volt Genthiosz politikai célja, a makedónokkal hagyományosan és kérlelhetetlenül ellenséges Dardán Királysággal dinasztikus kapcsolatra lépni nem tűnhetett különösebben bölcs döntésnek. A későbbi fejlemények azonban azt mutatták, hogy a rokonsági kapcsolat nem befolyásolta az illír királyt: amikor Perszeusz makedón király megtámadta Penesztiát és Dél-Dardániát, majd pusztasággá tette a dardán határvidéken fekvő Szkardosz-hegység északi és keleti előterét, az illír király nem sietett apósa segítségére. Az illír vezetők megosztottsága állhat Titus Livius egyik megfogalmazása mögött is, amelyben sötét képet festett az i. e. 172-ben az illír királynál követségben járt Lucius Decimius szenátorról, akit vádja szerint lepénzeltek „az illír királyok”. A többes szám használata fakadhat ugyan tévesztésből is, de könnyen utalhat az illír előkelői réteg, a különböző törzsek dinasztáinak megosztottságára, ami a római, illetve a makedón táborhoz való viszonyulásukat illeti. Egyes elképzelések szerint nem lehetetlen, hogy éppenséggel Róma szította ezeket az ellenségeskedéseket, így próbálta meg a magához édesgetett illír törzseket leválasztani a renitens Illír Királyságról. A két frakció összecsapásának további eseményeként említik a történeti munkák egy közelebbről nem ismert, Artetor vagy Artéthaurosz nevezetű, feltehetően Róma-barát illír előkelő Perszeusz általi meggyilkoltatását is.
De mindezeken túlmenően az ország politikájában beállt változás legcsalhatatlanabb jele Genthiosz fegyverkezési programja volt. Kétszázhetven hajóból álló flottát építtetett, ami legalábbis jól jelezte, hogy a tenger, azaz Róma felőli támadásra rendezkedett be. Az illír hadsereg létszáma a bukását elhozó római–illír háború idejére elérte a 15 ezer főt.

### A római–makedón háború időszakában
Az i. e. 170-es évek végére meg is érett a helyzet arra, hogy Genthiosz katonai úton szerezzen érvényt érdekeinek, és Makedónia szövetségeseként kiverje a rómaiakat Illíriából. Az i. e. 180-as évektől a béke mind törékenyebb lett, egymást érték a régiót benépesítő népek kisebb konfliktusai. A második római–makedón háború (i. e. 200–197) következtében a Balkán-félszigeten létrejött erőegyensúly felborult, egy újabb Róma-ellenes terv látszott körvonalazódni, amelynek hátterében ezúttal is Makedónia állt. Perszeusz és az apja örökségével szakító illír király, Genthiosz esetleges szövetsége komolyan veszélyeztethette a Balkán-félszigeti hídfőállásait az első római–illír háború lezárultával, i. e. 228-ban kiépítő Róma érdekeit. Róma azonban egyelőre ódzkodott a katonai beavatkozástól, ami olaj volt a tűzre és tovább súlyosbította a helyzetet: ellenfeleit felbátorította, szövetségeseit pedig elbizonytalanította. Az események i. e. 172-ben gyorsultak fel, amikor a trákiai és kis-ázsiai területeit a makedónok hódításától féltő pergamoni király, II. Eumenész szövetséget keresendő Rómában járt, majd Issza szigetének küldöttei számoltak be arról a római szenátusnak, hogy a makedón és az illír király a Róma elleni háborúra készülődik. Róma végül eltökélte magát a háború mellett, és az általános mozgósítást követően minden eshetőségre készen Lucius Anicius Gallus praetor irányításával már i. e. 172 őszén áthajózott egy légiót Illíriába. Ezzel párhuzamosan azonban a diplomáciai próbálkozásokat sem adta fel és követeket menesztett mások mellett az illír királyhoz is. A Genthiosz elé járuló küldöttséget Lucius Decimius szenátor vezette, aki felszólította az uralkodót Róma támogatására, de legalábbis garanciákat kért arra, hogy háború esetén az Illír Királyság semleges marad. Az üres kézzel távozó küldöttség később egy ingadozó, határozatlan, a döntést halogató Genthioszról számolt be, és úgy vélekedtek, hogy az illír király katonailag még nem készült fel egy nagyobb háborúra. Hozzátették ugyanakkor, hogy sokkal inkább a király impulzív természete, semmint valamiféle érett politikai elhatározás fogja diktálni, hogy Genthiosz az elkövetkező háborúban melyik oldalra áll.
Az Apollóniánál táborozó Anicius Gallus praetor időközben megindult a déli illír határ mentén, hogy meghódítsa a Dasszarétiában fekvő erődítéseket és koinonokat. Elsődleges célja ezzel az volt, hogy a makedónok és illírek közé ékelődő terület fölötti ellenőrzést átvegye, egyúttal az illírek reakcióit is tesztelni kívánták, hogy semlegességüket bizonyítandó eltűrik-e a rómaiak akcióját. Dasszarétia nagy részét az illírektől és a makedónoktól egyaránt háborítatlanul még az év vége előtt el is foglalhatták. A rákövetkező év, i. e. 171 tavaszán végül Publius Licinius Crassus is megérkezett Illíriába a sereg nagyobbik részével. A két ellenséges tábor erőviszonyai kiegyensúlyozottak voltak, a római és a makedón félnek egyaránt elsőrendű érdeke volt, hogy szövetségesek után nézve duzzasszák fel katonai erejüket. E tekintetben a háborútól egyelőre távolmaradó Illír Királyság számított a mérleg nyelvének. A rómaiak stratégiai elgondolása az volt, hogy az Illír és a Makedón Királyság területeit elvágják egymástól, de az ezt a célt szolgáló i. e. 171-es penesztiai hadjáratuk csúfos kudarccal zárult, és a következő év is hadi sikerek nélkül telt el. Az i. e. 170-es év ráadásul váratlan fordulatot hozott: az addig Rómával baráti viszonyt ápoló Epiróta Szövetség kettészakadt, és a molosszok a makedónok oldalán beléptek a Róma elleni háborúba. Ezzel a fejleménnyel a korábban kiegyensúlyozott erőviszonyok határozottan a makedónok javára billentek, az illír király, Genthiosz azonban, bár egyre nyugtalanabbul szemlélte a fejleményeket, továbbra sem lépett be a háborúba, sőt, a római csapatokat továbbra is engedte átvonulni az országán.
Perszeusz i. e. 170 végén úgy határozott, hogy ha kell, katonai nyomással, de maga mellé állítja az illíreket. A tél beálltával végigdúlta Penesztiát, majd i. e. 169 elején követséget menesztett Genthiosz lisszoszi udvarába. A diplomaták feladata az volt, hogy számot adjanak a rómaiak és a dardánok elleni győzelmekről, a molosszok belépéséről a háborúba, a penesztiai téli hadjárat sikereiről, és ezzel gyakoroljanak nyomást az illír királyra, hogy csatlakozzék a Róma elleni háborúhoz. Genthiosz üzenete Titus Livius tolmácsolásában egyértelmű volt: nem az akarat hiányzik a Róma elleni háborúhoz, hanem üres az illír kincstár. Perszeusz másodszor is követeket küldött Genthioszhoz, akik ugyanezzel az üzenettel tértek vissza, utóbb, i. e. 169 nyarán Genthiosz pedig egyenesen azt üzente a makedón királynak, hogy 300 talentum (kb. 7800 kg) ezüst ellenében hajlandó belépni a háborúba. Perszeusznak azonban nem akaródzott zsoldot fizetnie az illíreknek, ezért visszatért Makedóniába. Az i. e. 169-es év ismét kudarcokat és súlyos presztízsveszteséget tartogatott Róma számára, így i. e. 168-ban azt a Lucius Aemilius Paullust tették meg consulnak, egyúttal a Makedónia ellen küzdő sereg parancsnokának, aki korábban már bizonyította katonai rátermettségét.
Aemilius Paullus érkezése nyugtalansággal töltötte el Perszeuszt, aki végül hajlandónak mutatkozott arra, hogy a Genthiosz király által követelt 300 talentum ezüstöt kifizesse. Perszeusz legfőbb tanácsadóinak egyikét, Pantaukhoszt Meteonban fogadta az illír király, ahol sor is került a szövetség megkötésére. Ezt követően az illír király küldöttsége – tagjai bizonyos Olümpion, Parmenion és Morkhosz voltak – a makedóniai Dionba utazott, hogy ott is megerősítsék a szövetséget. Perszeusz végül átadta a 300 talentum ezüstöt az illír küldötteknek, azonban azt ajánlotta nekik, hogy nagy részét lepecsételve, fegyveres őrizetben küldjék el az illír királynak. A fennmaradt 10 talentumnyi ezüsttel a makedón követ, Pantaukhosz sietett előre az illírek székvárosába, Lisszoszba. Genthiosznak ennyi is elég volt, azonnal fogságba vetette az udvarában tartózkodó római követeket, ezzel i. e. 168 januárjában háborúba lépett Róma ellen. Amint ezt Perszeusz hírül vette, a lepecsételt 290 talentumot kísérő alakulatot visszarendelte, és az ezüstöt a pellai kincstárban helyeztette el.

### Bukása: a harmadik római–illír háború

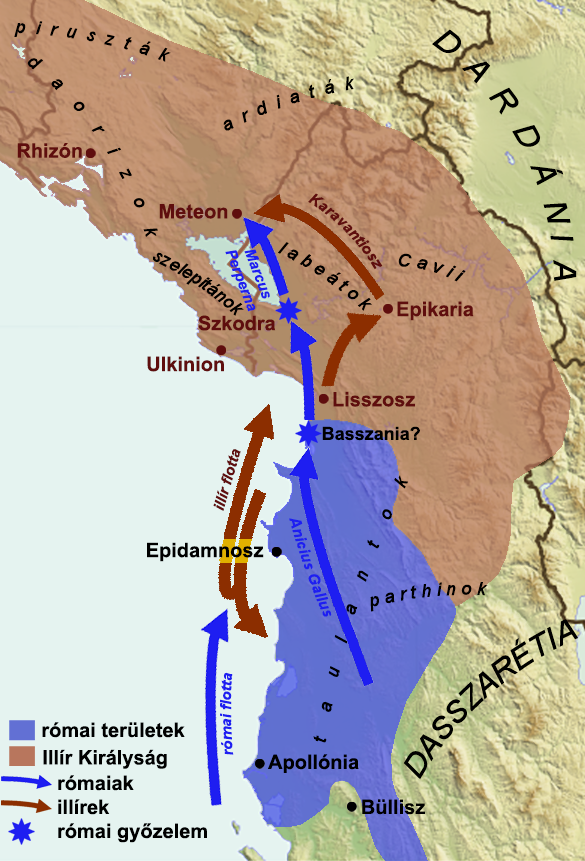
A harmadik római–illír háború hadmozgásai a főbb korabeli települések és törzsek, valamint a mai országhatárok ábrázolásával

A rómaiak már i. e. 170-től 15 ezer katonát állomásoztattak az Illír Királysággal szomszédos területeken, az események idejére pedig a Lucius Anicius Gallus praetor vezette erők létszáma csaknem megduplázódott. Genthiosz a maga 15 ezres hadseregével elsősorban déli határait kívánta biztosítani, ezért seregét fővárosában, Lisszoszban gyűjtötte össze, majd megindította a rómaiak kezén lévő Basszania ostromát. Az erődítés Titus Livius szerint mindössze 5 mérföldre délre feküdt Lisszosztól, de helyét mindmáig nem sikerült beazonosítani, egyes feltételezések szerint az Ardaxosz (a mai Mat) torkolatvidékén helyezkedett el. A rómaiak sem maradtak tétlenek: miután visszavonulásra késztették az epidamnoszi és apollóniai partokat támadó illír flotta nyolcvan hajóját, Anicius Gallus kiadta a parancsot Basszania felmentésére. Ezen a ponton Titus Livius leírása homályossá válik, csak annyit lehet tudni, hogy Basszania felmentése után Lisszosz, Ulkinion és Rhizón városai önként átálltak a rómaiak oldalára, pár héttel később pedig a rómaiak Szkodra erődítését ostromolták, amelynek falai közé Genthiosz bevetette magát. Genthiosz ahelyett, hogy a védelemre rendezkedett volna be, vakmerően kitört a városból és nyílt harcot vett fel a túlerőben lévő római sereggel, amelynek során vereséget szenvedett. Az illír király háromnapos tűzszünetért folyamodott, amit arra igyekezett felhasználni, hogy északon tartózkodó féltestvére, Karavantiosz segítségével felmentő sereget szervezzen, de próbálkozásaik kudarcot vallottak. Végül a rómaiak elfoglalták Szkodrát, Genthioszt pedig – ahogy családjának Meteonban meghúzódó tagjait, feleségét, gyermekeit és féltestvérét – foglyul ejtették, és több más illír előkelőséggel együtt rabként Rómába küldték.
Ezzel alig harminc nap elteltével, i. e. 168 februárjában a harmadik római–illír háború véget ért, Genthiosz megbukott, az i. e. 5. század óta fennálló Illír Királyság nem létezett többé. Kevéssel később, i. e. 168. június 22-én a püdnai csatában Róma megsemmisítő vereséget mért a makedónokra, ezzel uralma alá hajtotta a Makedón Királyság területeit is. A római szenátus öt megbízottjából álló küldöttség i. e. 168/167 telén juttatta el a Szkodrában tartózkodó Anicius Gallushoz a háborút lezáró, a római népgyűlés által is jóváhagyott békeszerződést. A dokumentum garantálta az illírek szabadságát, a római helyőrségek felszámolását az illíriai városokban és erődítésekben. Bár a rendelkezések látszólag a Római Köztársaság békevágyáról és nagyvonalúságáról tanúskodtak, valójában az illír királyoktól „tették szabaddá” Illíria népét: a Genthiosz országlása alá tartozó területeket protektorátusuk alá helyezték, és három körzetre osztották fel. Emellett a béke arról is rendelkezett, hogy a háborúban a rómaiak mellé álló illíriai törzsek, koinonok és városok teljes adómentességben részesüljenek, a többi illír törzs pedig a korábban a Genthiosznak fizetett adó felét volt köteles megfizetni – a Római Köztársaságnak.

### Itáliai száműzetése
A szkodrai vereség után egy év elteltével, i. e. 167 februárjában Rómában sor került az illírek felett aratott diadal győzelmi ünnepségére. A didadalmenetben az Anicius Gallus praetort szállító kocsi előtt bandukolt a legyőzött illír király, Genthiosz és családja – anyja, Eurüdiké, felesége, Etuta, két fiúgyermeke, Szkerdilaidasz és Platór, féltestvére, Karavantiosz –, valamint több más illír főúr. Az illír királyi családot ezt követően előbb Spoletiumba, majd a helyiek tiltakozása miatt az umbriai Iguviumba deportálták. Genthiosz itt élte le hátra lévő éveit, és az idősebb Plinius által megőrzött hagyomány szerint idejét botanikai tanulmányoknak szentelte. Halálának ideje nem ismert, egyes feltételezések szerint i. e. 160 körül következett be. Az egykori Iguviumban, a mai olaszországi Gubbióban, ahol Genthiosz élete utolsó éveit töltötte, a hagyomány a mai napig Genthiosz sírja (sepolcro di Genzio) néven ismer egy monumentális római kori sírt, az i. sz. 1. században élt Pomponius Graecinus mauzóleumát.

## Emlékezete

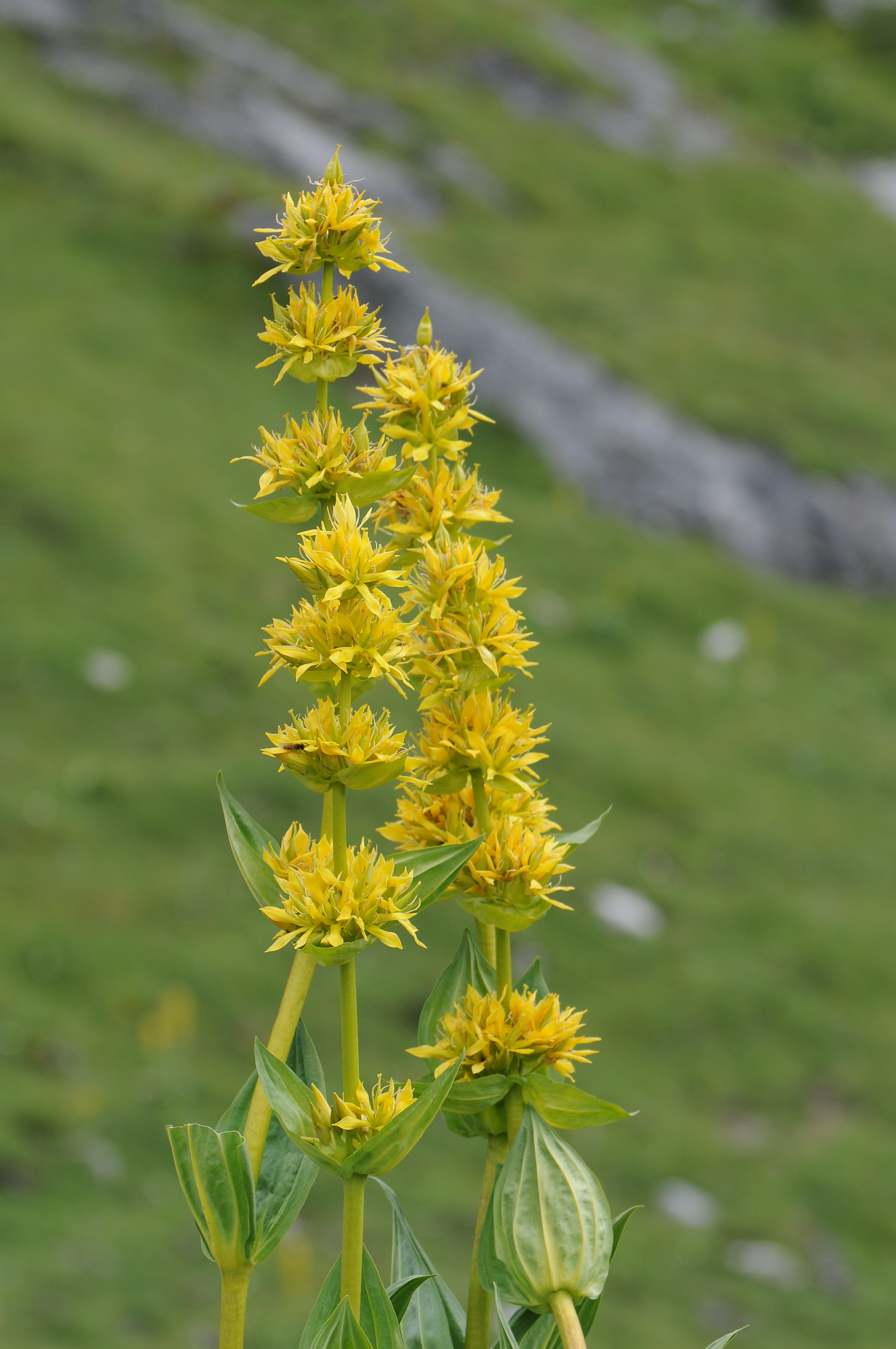
A sárga tárnics, amelynek nemzetségneve, a Gentiana az illír király emlékét őrzi

Titus Livius krónikája, ahogy a Római Birodalom más ellenségeivel sem, úgy Genthiosszal sem bánt kesztyűs kézzel. Az illír királyt úgy jellemezte, hogy alattvalóival kegyetlenül bánt, erélytelen és könnyen befolyásolható volt, akinek élvetegsége, borszeretete és iszákossága felszínre hozta alapvetően vad természetét. Az ókori Illír Királyság története kapcsán rendszerint a legnagyobb uralkodók – Bardülisz, Glaukiasz, Agrón és Teuta – között említik Genthiosz nevét, dacára annak, hogy egy meggondolatlan háborúban az országában élő illírek nagy része a rómaiak oldalára állt, ő pedig elveszítette uralmát és siettette az Illír Királyság római meghódítását. A római uralom végleg megszilárdult az Adriai-tenger keleti oldalán, és megszületett Illyricum koncepciója: a rómaiak további nyugat-balkáni hódításait etnikai meggondolástól függetlenül Illíriához sorolták, amely így egyre inkább közigazgatási fogalommá kezdett válni.
A tudományosan nem tisztázott, de Albániában meglehetősen közkeletű illír–albán kontinuitáselmélet okán a Genthiosz nevére visszavezethető Gent/Genc a kedvelt és gyakori albán férfinevek egyike. Nevezetesebb viselői között említhető Genc Pollo politikus, 2005 és 2008 között Albánia oktatásügyi, 2009 és 2013 között informatikai és hírközlési minisztere. Az 1996 óta kibocsátott 50 lekes pénzérme hátoldalán a lóháton ülő Genthiosz ábrázolása látható a Genti | mbreti ilir (’I. Genthiosz illír király’) felirattal. A szintén 1996-tól kibocsátott 2000 lekes bankó előoldalán a Genthiosz drachmájáról ismert férfiportrét tüntették fel mint az utolsó illír király képmását, noha az egy illír istenséget ábrázol (lásd bővebben a gazdaságpolitikai fejezetben).
Genthiosz nevének köznevesült formája a világ számos nyelvének szókincsében megtalálható. Élete vége felé előszeretettel foglalkozott botanikával, és az idősebb Plinius neki tulajdonította a sárga tárnics (Gentiana lutea) gyógyhatásának felismerését. Ennek köszönhetően a tárnicsok növénynemzetsége az ő tiszteletére kapta a Gentiana tudományos nevet, s a növény neve több nyelvben is ennek köznevesült formája: angol gentian, holland gentiaan, francia gentiane, spanyol genciana, olasz genziana, román gențiană stb. A latin gentiana alapalak a német nyelvterületen Enzian alakban terjedt el, szintén ’tárnics’ jelentéssel, amely innen átvétellel a cseh, a szlovák és a magyar nyelvben megtalálható encián szó forrásául szolgált. A régi magyar nyelvben, a 18. században ismert volt a latin alapalakra visszavezethető gyenciána forma, a magyar népnyelvben, a népi orvoslásban pedig szintén ismertek a tárnicsgyökérre (Radix gentianae) a genciángyökér és a gencellárigyökér kifejezések.